# Jerolim
Jerolim je nenaseljeni otočić u Paklenim otocima pored Hvara, u hrvatskom dijelu Jadranskog mora.
Njegova površina iznosi 0,207 km². Dužina obalne crte iznosi 2,37 km. Ime, koje u mjesnom dijalektu glasi Jerȍlim, potječe od varijante svetačkog imena Jeronim, a otoku je nadjenuto po Jeronimu Grivčiću, hvarskom redovniku koji je 1497. dobio otok u kratkotrajnu investituru. Ranije ime bilo mu je Rasohãtac.